# Greg Shapiro
Greg Shapiro é um comediante e produtor cinematográfico norte-americano. Como reconhecimento, venceu, no Oscar 2010, a categoria de Melhor Filme por The Hurt Locker.